# I-Magination
I-Magination è il quindicesimo album studio della cantante giapponese Masami Okui pubblicato il 3 febbraio 2010 dalla evolution. L'album ha raggiunto la novantacinquesima posizione della classifica degli album più venduti in Giappone.

## Tracce
1. Starting Over
2. Wagamama na Chou (ワガママナチョウ)
3. Pure DIAMOND
4. Jounetsu no Counter (情熱のカンターレ)
5. TO DIE FOR ×××
6. Regret
7. Good-bye Good luck
8. Sono Toki Daremo ga Megami Tonaru (その時誰もが女神となる)
9. PHASE
10. Nijiiro Shooter (虹色Shooter)
11. Flower
12. Miracle Upper WL (ミラクル・アッパーWL)